# Saint Bononius
Saint Bononius (date de naissance  inconnue - mort le 30 août 1026), est un moine bénédictin camaldule italien. Il fut abbé de Lucède. Le saint de l'Église catholique est liturgiquement commémoré le 30 aout.

## Éléments de biographie
Bononius est né à Bologne vers la fin du Xe siècle. Devenu moine camaldule et disciple de saint Romuald (dont il est contemporain) il s'installe en Égypte pour y vivre en ermite sous le règne du calife fatamide Al-Aziz Billah. Remarqué à la fois pour son ascèse et ses œuvres caritatives, Bononius acquiert une certaine influence à la cour et est autorisé à faire construire quelques églises. Lorsque Pierre, évêque de Verceil, est fait prisonnier par les forces arabes après la bataille du cap Colonne, Bononius aide à sa libération, puis se retire à nouveau pour vivre en ermite dans le Sinaï.
En remerciement (?) envers Bononius, lorsque Pierre retourne en Italie, il le nomme abbé du monastère de Lucedio, dans le Piémont. Il y rétablit la discipline monastique parmi les moines et subvient aux besoins de la population des environs. Il meurt à Lucedio le 30 août 1026.

## Souvenir et vénération
- Le moine camaldule Bononius est canonisé par le pape Jean XIX. Il est liturgiquement commémoré le 30 aout, dans le calendrier liturgique piémontais[1].
- Le village de Saint-Bononius fait partie de la municipalité de Curino.